# 比德爾號驅逐艦 (DD-151)
比德爾號驅逐艦（舷號DD-151）是一艘美國海軍建造的驅逐艦，為維克斯級驅逐艦的77號艦。她是美軍第二艘以比德爾為名的軍艦，以紀念美國獨立戰爭時期的海軍軍官尼古拉·比德爾（Nicholas Biddle）。
比德爾號在1918年於克雷普父子造船廠開始建造，在同年下水，於1919年服役，其時第一次世界大戰已經結束。稍後比德爾號留在大西洋及地中海執勤，並在1922年退役封存。第二次世界大戰爆發後，比德爾號重新服役，並派往大西洋海域作中立巡航，護航商船。戰爭後期比德爾號改為訓練艦，戰事結束時則正改裝為高速運輸艦。1945年比德爾號退役除籍，並在1946年出售拆解。
比德爾號在第二次世界大戰共獲一枚戰鬥之星。